# Schnabelschwebfliegen
Die Schnabelschwebfliegen (Rhingia), auch bekannt als Schnauzenschwebfliegen, sind eine Gattung der Schwebfliegen (Syrphidae), die sich besonders durch die schnabelförmige Verlängerung des Gesichtsbereiches auszeichnen.

## Merkmale
Die Schnabelschwebfliegen sind mit acht bis elf Millimetern Körperlänge mittelgroß. Der Körper ist gedrungen und weist, anders als bei vielen anderen Schwebfliegen, keine wespenähnliche schwarz-gelbe Zeichnung auf. Das auffälligste Merkmal ist unterhalb der Augen der zu einer schnabelförmigen Struktur ausgezogene Clypeus, auf dessen Unterseite die Mundwerkzeuge liegen. Die Flügel sind häufig gelblich-braun.

## Lebensweise
Die Tiere sind als Blütenbesucher vom Mai bis September auf Wiesen und Weideflächen zu finden, wobei sie Blüten mit tiefen Kelchen bevorzugen. Vornehmlich sind sie an violetten und blauen Blüten zu finden, vor allem an Oregano, Günsel, Hahnenfuß, Storchschnäbeln oder Taubnesseln.
Die Eiablage erfolgt auf Grashalmen oberhalb von Kuhfladen. Die Larven sind koprophag im Kuhdung und tarnen sich dort mit Dungpartikeln.

## Arten
In Europa sind drei Rhingia-Arten vertreten:
- Gemeine Schnauzenschwebfliege (Rhingia campestris)
- Berg-Schnabelschwebfliege (Rhingia borealis)
- Rhingia rostrata